# Willy Berking
Willy Berking (Düsseldorf, Imperio alemán; 22 de enero de 1910-Múnich, Alemania Occidental; 21 de mayo de 1979) fue un director de orquesta, compositor y trombonista alemán.

## Carrera
Berking estudió música (piano y composición) en Düsseldorf y más tarde en Berlín, donde formó su primera gran banda con 18 años en 1928, escribiendo arreglos de jazz para el conjunto. En la década de 1930, tocó el trombón con varias orquestas de baile y entretenimiento incluyendo el Goldene Sieben (la banda de Berking) y la Orquesta Telefunken Swing bajo Heinz Wehnder, con quien había ido a Berlín en 1934. A finales de 1943, se convirtió en director de la orquesta de estudio de Imperial Records, conocida como «Berking-top series», donde dirigía excelentes arreglos swing, a pesar de la prohibición nazi de ese tipo de música. Al mismo tiempo dirigió la banda de «propaganda» Charlie and His Orchestra. Tras acabar la Segunda Guerra Mundial, Berking fue el director de orquesta oficial del Festival de la Canción de Eurovisión 1957 celebrado en Fráncfort del Meno, Alemania Occidental. Además de dirigir la canción alemana «Telefon, telefon», también condujo las canciones belga, luxemburguesa y suiza. Berking dirigió la orquesta alemana en el festival en cuatro ocasiones: Festival de la Canción de Eurovisión 1957, 1963, 64 y 1966.
Willy Berking murió de cáncer en 1979.